# Novoorskij rajon
Il Novoorskij rajon (in russo Новоорский район?) è un rajon dell'Oblast' di Orenburg, nella Russia europea. Istituito nel 1935, il capoluogo è Novoorsk.